# Cosacs zaporoges escrivint una carta al Sultà
Cosacs zaporoges escrivint una carta al Sultà Mehmet IV de Turquia, també coneguda com a Cosacs de Zaporòjia redactant un manifest (rus: Запорожцы пишут письмо турецкому султан, o senzillament Запорожцы, Zaporojtsi) és una pintura realitzada pel pintor rus Ilià Repin, de 203 cm per 358 cm iniciada el 1880 i completada el 1891.
Repin va anotar els anys de treball en el mateix quadre, a la vora inferior, i l'obra va ser adquirida pel tsar Alexandre III per 35.000 rubles, suma que en aquesta època va ser la més gran pagada per una pintura russa. Des de la seva adquisició s'exhibeix al Museu Rus d'Alexandre III a Sant Petersburg.

## Context
El quadre rememora un fet llegendari de la història ucraïnesa, quan l'any 1676 els cosacs zaporoges van enviar una carta al Sultà Mehmet IV de l'Imperi Otomà, després de derrotar l'exèrcit imperial en batalla, i davant la insistència del Sultà perquè –malgrat aquesta derrota– acceptessin el seu domini. Els cosacs, liderats per Ivan Sirkó, van replicar de forma poc comuna: van escriure una carta repleta d'insults i obscenitats.
El quadre mostra la diversió dels cosacs en llegir l'ultimàtum del Sultà, i escriure i llegir l'enfilall de vulgaritats en què va consistir la resposta. A l'època de Repin, aquests amants de la guerra i la llibertat eren objecte de gran simpatia popular i el mateix pintor els admirava: «Tot el que Nikolai Gógol va escriure sobre ells és veritat! Beneïda gent! Ningú més al món ha mostrat aquest esperit de llibertat, igualtat i fraternitat».

### L'ultimàtum del Sultà
Sultà Mehmed IV als Cosacs Zaporoges:
Com a Sultà; fill de Mahoma; germà del sol i de la lluna; net i virrei de Déu; governant dels regnes de Macedònia, Babilònia, Jerusalem, Alt i Baix Egipte; emperador d'emperadors; sobirà de sobirans; extraordinari cavaller, mai derrotat; ferm guardià de la tomba de Jesucrist; delegat del poder diví; esperança i confort dels musulmans; cofundador i gran defensor dels cristians. Us ordeno, cosacs zaporoges, a sotmetre-vos a mi voluntàriament sense cap resistència, i deixar de molestar-me amb els vostres atacs.
—Sultà de Turquia Mehmet IV

### La resposta dels cosacs
Segons la llegenda, la resposta va ser un conjunt d'invectives parodiant els títols del sultà:

Cosacs Zaporoges al sultà turc!
Oh sultà, dimoni turc, germà maleït del Satanàs, amic i secretari del mateix Llucifer. Quina classe de cavaller del dimoni ets tu, que no pots matar un eriçó amb el teu cul nu? El dimoni caga i el teu exèrcit s'ho empassa. Mai podràs, tu fill d'una puta, fer súbdits a fills de cristians; no temem el teu exèrcit, per terra i per mar combatrem contra tu i la teva fotuda mare.
Marmitó babilònic, boig macedònic, cantiner de Jerusalem, follador de cabres d'Alexandria, porquer de l'Alt i Baix Egipte, marrà armeni, lladre de Podíl·lia, catamita tàrtar, botxí de Kàmianets, ximple de tot el món i l'inframón, idiota davant de Déu, net de la serp i enrampada als nostres penis. Morro de porc, cul d'euga, gos d'escorxador, rostre del anticristianisme, carda la teva pròpia mare!
Per això els zaporoges et declaren, brivall, que no podràs ni tan sols pasturar porcs dels cristians. Per a acabar, com no sabem la data ni posseïm calendari, la lluna és al cel, és l'any del Senyor, el mateix dia és aquí que allà, així que besa'ns el cul!
—Koixovi Otaman Ivan Sirkó i tota la Host dels Zaporoges